# Camille Ney
Camille Ney (ur. 1 stycznia 1919 w Ell, zm. 29 sierpnia 1984 w Luksemburgu) – luksemburski polityk i lekarz weterynarii, deputowany oraz minister.

## Życiorys
Zdał egzamin maturalny w miejscowości Diekirch, po czym podjął studia z medycyny weterynaryjnej na Uniwersytecie w Gießen. W 1940 usunięty z uczelni, a także więziony przez dziesięć dni. Później w czasie wojny pozostawał pod niemiecką obserwacją. Studia ukończył w 1948 w Brukseli, po czym praktykował w zawodzie lekarza weterynarii. Zaangażował się w działalność polityczną w ramach Chrześcijańsko-Społecznej Partii Ludowej. Z jej ramienia w 1964, 1969, 1974 i 1979 uzyskiwał mandat posła do Izby Deputowanych.
W latach 1971–1972 był sekretarzem stanu w resortach rolnictwa i winogrodnictwa oraz edukacji w rządzie Pierre’a Wernera. Następnie do 1974 w tym samym gabinecie pełnił funkcje ministra rolnictwa oraz ministra zdrowia publicznego. W kolejnym rządzie tegoż premiera sprawował urząd ministra rolnictwa, winogrodnictwa, gospodarki wodnej i leśnictwa (1979–1982). W 1980 po śmierci Jeana Woltera krótko był p.o. ministra spraw wewnętrznych.